# Richard O'Brien
Richard O'Brien, eg. Richard Timothy Smith, född 25 mars 1942 i Cheltenham, Gloucestershire, är en brittisk skådespelare, författare och kompositör.
O'Brien är främst känd för att ha skrivit manus och skapat musiken till The Rocky Horror Show.

## Filmografi i urval
- The Rocky Horror Picture Show (1975) (pjäs The Rocky Horror Show: 1973)
- Shock Treatment (1981)
- Robin av Sherwood (1985- 1986)
- Spice World (1997)
- För evigt - en askungesaga (1998)
- Dark City (1998)
- Dungeons & Dragons (2000)